# Ctimene
Ctimene o Face (in greco antico Κτιμένη) o Climene è un personaggio della mitologia greca, figlia di Laerte e Anticlea, quindi sorella di Ulisse.

## Mitologia
Crebbe a Itaca con il fratello maggiore e in seguito insieme al servo Eumeo, che era di nobili origini. Nel canto XV dell'Odissea Eumeo la cita come propria coetanea e compagna di gioventù, andata in sposa ad un principe di Same, possedimento itacese dell'isola di Cefalonia, in cambio di una ricca dote. Tale principe potrebbe essere Euriloco, cognato di Ulisse, suo luogotenente durante la guerra di Troia e ultimo suo compagno a perire durante il ritorno.

### Fonti
- Omero, Odissea XV, 363-367

### Moderna
- Luisa Biondetti, Dizionario di mitologia classica, Milano, Baldini&Castoldi, 1999, ISBN 88-8089-725-X.
- Pierre Grimal, Enciclopedia della mitologia 2ª edizione, Brescia, Garzanti, 2005, ISBN 88-11-50482-1. Traduzione di Pier Antonio Borgheggiani